# Procureur général de la Colombie-Britannique
Le ministère du procureur général de la Colombie-Britannique (Attorney General of British Columbia en anglais) est un ministère du gouvernement de la Colombie-Britannique (en) responsable de superviser le système de justice de la province de la Colombie-Britannique au Canada. Il est dirigé par un membre du cabinet de la province (en), généralement un membre de l'Assemblée législative de la Colombie-Britannique qui est choisi par le Premier ministre de la province et nommé par le lieutenant-gouverneur de la Colombie-Britannique. Depuis le 18 juillet 2017, le procureur général de la Colombie-Britannique est David Eby.
Le procureur général est responsable de s'assurer que l'administration publique est menée selon les lois et de servir de conseiller en chef en matière de droit du gouvernement provincial en plus de superviser le système de tribunaux de la province et le British Columbia Sheriff Service (en). Le procureur général est automatiquement nommé conseiller de la reine lorsqu'il est assermenté.

## Liste des procureurs généraux de la Colombie-Britannique
Avant 1871, il s'agissait du procureur général de la colonie de la Colombie-Britannique plutôt que de la province de la Colombie-Britannique.
- George Hunter Cary (1859-1861)
- Henry Pering Pellew Crease (1861-1870)
- George Phillippo (en) (1870-1871)
- John Foster McCreight (1871-1872)
- George Anthony Walkem (1871-1874)
- A.E.B. Davie (1882-v.  1887)
- John Roland Hett (v. 1883)
- Theodore Davie (1889-1892)
- Joseph Martin (1898-1900)
- Albert Edward McPhillips (v. 1900-1903)
- Frederick John Fulton (1906-1907)
- William John Bowser (1907-1915)
- Malcolm Archibald Macdonald (1915-1917)
- John Wallace de Beque Farris (1917-1922)
- Alexander Malcolm Manson (1922-1928)
- Gordon McGregor Sloan (en) (1933-1937)
- Gordon Sylvester Wismer (en) (1937-1941)
- Royal Maitland (1941-1946)
- Gordon Sylvester Wismer (en) (1946-1952)
- Robert Bonner (1952-1968)
- Leslie Peterson (en) (1968-1972)
- Alexander Macdonald (1972-1975)
- Garde Gardom (1975-1979)
- Louis Allan Williams (1979-1983)
- Brian Smith (1983-1989)
- Bud Smith (en) (1989-1990)
- Russell Fraser (en) (1990-1991)
- Colin Gabelmann (en) (1991-1995)
- Ujjal Dosanjh (1995-2000)
- Andrew Petter (en) (2000)
- Graeme Bowbrick (en) (2000-2001)
- Geoff Plant (en) (2001-2005)
- Wally Oppal (2005-2009)
- Mike de Jong (en) (2009-2010)
- Barry Penner (en) (2010-2011)
- Shirley Bond (2011-2013)
- Suzanne Anton (2013-2017)
- Andrew Wilkinson (en) (2017)
- David Eby (2017- )

## Annexe